# Der Blumen- und Pflanzenbau vereinigt mit die Gartenwelt
Der Blumen- und Pflanzenbau vereinigt mit Die Gartenwelt (abreviado Blumen- Pflanzenbau & Gartenwelt) fue una revista con ilustraciones y descripciones botánicas que fue editada  en Berlín. Los números 38-48, se publicaron en los años 1934-44, fue precedida hasta 1933 y reemplazada en 1948 por Gartenwelt.